# آدالبرت هامبورگ

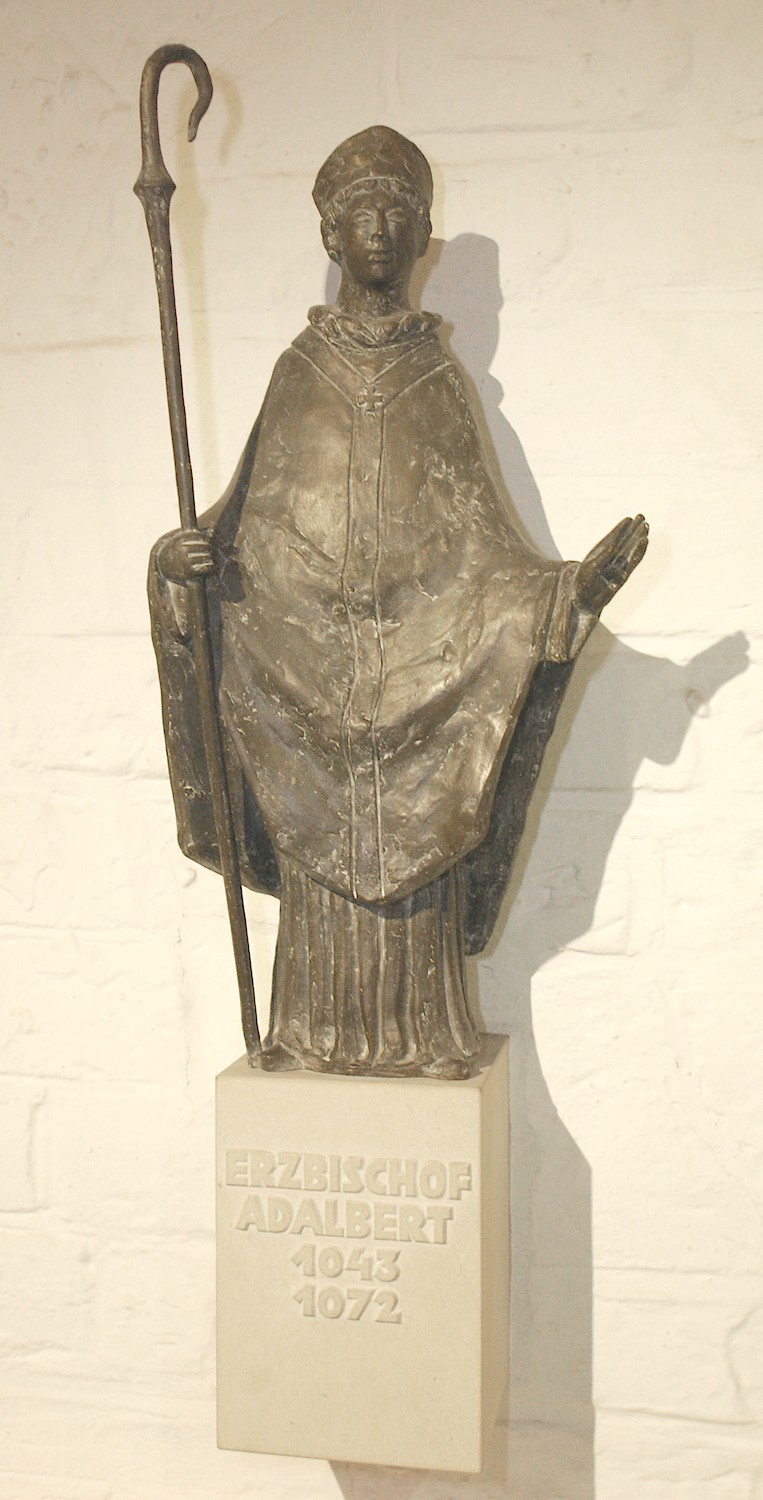
کلیسای جامع برمن

آدالبرت هامبورگ (آلمانی: Adalbert of Hamburg؛ حدود ۱۰۰۰ میلادی – ۱۶ مارس ۱۰۷۲) یک اسقف اعظم، و کشیش اهل آلمان بود. وی اسقف اعظم هامبورگ و اسقف برمن بین سال‌های ۱۰۴۳ تا ۱۰۷۲ میلادی بود.